# Gabriel Mato
Pour les articles homonymes, voir Mato (homonymie).
Gabriel Mato Adrover, né le 29 avril 1961, est un homme politique espagnol, député au parlement espagnol puis député européen.